# Freisa di Chieri
Freisa di Chieri ist ein italienischer trockener Rotwein aus der Provinz Asti und der Metropolitanstadt Turin, Piemont. Die Herkunftsbezeichnung hat seit dem 20. September 1973 den Status eines DOC. Die Rebflächen verteilen sich auf 12 Gemeinden Andezeno, Arignano, Baldissero Torinese, Chieri, Marentino, Mombello di Torino, Montaldo Torinese, Moriondo Torinese, Pecetto Torinese, Pino Torinese, Pavarolo und Riva presso Chieri. Der maximale Hektarertrag liegt bei 56 hl/ha. Der sortenreine Wein wird zu 100 % aus der Rebsorte Freisa gekeltert. Der Freisa di Chieri reift ca. 6 Monate beim Winzer, bevor er vermarktet wird. Beim Käufer kann der Wein noch 2 Jahre gelagert werden.
Es werden auch Schaumweine der Richtungen Frizzante und Spumante angebaut.

## Beschreibung
- Farbe: rubinrot mit Tendenz zu granatrot[1]
- Geruch: charakteristisch zart mit Noten von Himbeeren sowie von Rosen und Veilchen
- Geschmack: trocken mit leichter Säure, durch Reifung harmonischer und zarter
- Alkoholgehalt: mind. 11 Volumenprozent (ab 12 % wird das Prädikat Superiore vergeben)
- Gesamtsäure: mind. 4,5 g/l
- Trockenextraktgehalt: mind. 19 g/l (bei Superiore 21 g/l)